# Тензор Эйнштейна
Те́нзор Эйнште́йна ({\displaystyle G_{\mu \nu }}) — тензорная величина, представляющая собой вариационную производную скалярной кривизны связности Леви-Чивиты по метрическому тензору. В этом качестве стоит в левой части уравнения Эйнштейна. Тензор Эйнштейна — симметричный тензор второго ранга в n-мерном пространстве, то есть содержит {\displaystyle n(n+1)/2} независимых компонентов, представляющих собой сложные комбинации компонент метрического тензора и его первых и вторых производных.
Тензор Эйнштейна равен разности тензора Риччи {\displaystyle R_{\mu \nu }} и половины метрического тензора {\displaystyle g_{\mu \nu }}, умноженного на скалярную кривизну {\displaystyle R}:
{\displaystyle G_{\mu \nu }\,=R_{\mu \nu }-{\frac {1}{2}}\,g_{\mu \nu }\,R}.
Домножив обе части этого равенства на {\displaystyle g^{\mu \nu }} и произведя свёртку, находим след тензора Эйнштейна:
{\displaystyle \operatorname {Tr} \,G_{\mu \nu }\,={\frac {2\,-n}{2}}\,R}.
При этом в частном случае четырёхмерного пространства:
{\displaystyle \operatorname {Tr} \,G_{\mu \nu }\,=-\,R}.
Ковариантная дивергенция тензора Эйнштейна тождественно равна нулю
{\displaystyle G_{\nu ;\mu }^{\mu }\equiv 0},
что служит обоснованием его использования в левой части уравнения Эйнштейна, так как такое же свойство выполняется для тензора энергии-импульса.